# Willibald Utz

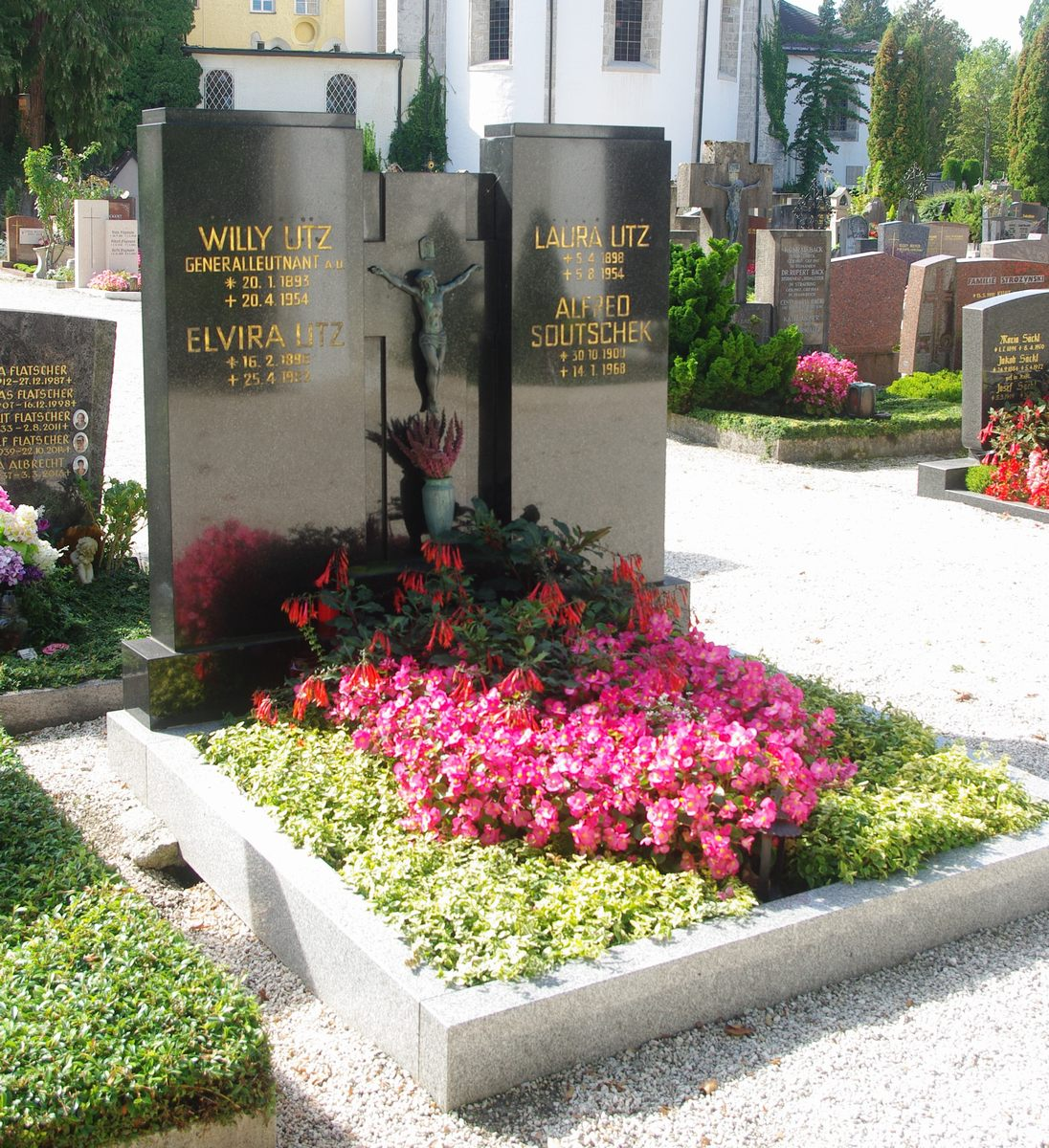
Grab auf dem Friedhof St. Zeno in Bad Reichenhall

Willibald „Willy“ Utz (* 20. Januar 1893 in Furth im Wald; † 20. April 1954 in Bad Reichenhall) war ein deutscher Generalleutnant im Zweiten Weltkrieg.

## Leben
Willibald Utz trat Ende 1913 als Fahnenjunker in die Bayerische Armee ein. Als Leutnant diente er 1914 im 13. Infanterie-Regiment „Franz Joseph I., Kaiser von Österreich und Apostolischer König von Ungarn“ und nahm während des Ersten Weltkriegs an den Kämpfen an der Westfront teil. Utz stieg bis Mitte April 1918 zum Oberleutnant auf und erhielt für sein Wirken neben beiden Klassen des Eisernen Kreuzes das Verwundetenabzeichen in Schwarz, das Ritterkreuz IV. Klasse des Militärverdienstordens mit Schwertern und Krone sowie das österreichische Militärverdienstkreuz III. Klasse.
Nach dem Krieg schied Utz zunächst aus dem Militärdienst aus, trat jedoch 1921 in die Reichswehr ein und war im 19. (Bayerisches) Infanterie-Regiment tätig. Später diente er in der Wehrmacht, im März 1937 erfolgte seine Beförderung zum Oberstleutnant.
Vom September 1939 an war Utz Kommandeur des Gebirgsjäger-Regiments 100 bei der 1. Gebirgs-Division, ab Ende 1940 bei der 5. Gebirgs-Division. Als Regimentskommandeur nahm er am Überfall auf Polen und am Westfeldzug teil. Im Februar 1940 wurde er zum Oberst befördert. Ab 1941 war das Regiment in Griechenland aktiv, durchbrach mit der Division die Metaxas-Linie und nahm an der Luftlandeschlacht um Kreta teil. Dafür wurde ihm am 21. Juni 1941 das Ritterkreuz des Eisernen Kreuzes verliehen.
Es folgten mit dem Regiment Einsätze an der Ostfront u. a. bei Leningrad, an der Newa und bei der ersten Ladogaschlacht im August bis Oktober 1942. Anschließend übernahm Utz im April 1943 die in Belgrad wieder neu aufgestellte 100. Jäger-Division. Mit dieser kämpfte er in Kroatien und Albanien. Im Juli 1943 wurde Utz zum Generalmajor befördert. Im Oktober 1943 leitete er das Unternehmen 505, welches die Aufgabe hatte, kommunistische Banden und italienische Einheiten im Gebiet Tirana-Elbasan-Kavajë-Shijak zu vernichten. Es wurden über 100 Tote und über 1000 Gefangene gemeldet. Die gefangengenommenen italienischen Offiziere Oberst Fernando Raucci, Kommandant des militärischen Gebietes von Peza, und Oberstleutnant Goffredo Zignani, Chef des Generalstabs des Kommandos der italienischen Bergtruppen, wurden nach tagelangen Vernehmungen einfach standrechtlich erschossen. Insgesamt wurden 15 italienische Offiziere, welche angeblich fliehen wollten, durch die von Utz befehligte Division erschossen. 1944 wurde das Regiment weiterhin gegen Partisanen und zur Küstensicherung in Albanien eingesetzt und anschließend an die Ostfront geschickt, um die Front in Galizien zu stabilisieren. Im Februar 1944 wurde Utz zum Generalleutnant befördert.
Von Anfang Februar 1945 bis Kriegsende war er Kommandeur der 2. Gebirgs-Division mit dem Einsatzgebiet an der Westfront und wurde am 2. März 1945 mit dem Deutschen Kreuz in Gold ausgezeichnet. Von der Oberrheinfront in die „Alpenfestung“ zurückgezogen, kapitulierte sein Großverband zu Kriegsende im Raum St. Johann in Tirol und Willibald Utz kam in amerikanische Kriegsgefangenschaft. 1947 berichtete Utz vor dem amerikanischen Militärgerichtshof von den Straßenüberfällen der albanischen kommunistischen Partisanen.